# Macropoliana cadioui
Macropoliana cadioui là một loài bướm đêm thuộc họ Sphingidae. Loài này có ở Eritrea.